# Laguna Escondida (río Tranquilo)
La laguna Escondida es cuerpo de agua superficial ubicada en la Región de Magallanes, Chile. 

## Ubicación y descripción
Recibe las aguas del río Casas Viejas que pasan anteriormente por la laguna Diana. De esta última sale el emisario que es afluente de la Escondida. El río Tranquilo las lleva hasta el lago Balmaceda

## Historia
Luis Risopatrón la describe sucintamente en su Diccionario Jeográfico de Chile en 1924:: 320 
Escondida (Laguna). Pequeña, se encuentra a corta distancia al S de la laguna Diana i desagua hacia el W al río Tranquilo del lago Balmaceda.